# Deroplia alutacea
Deroplia alutacea là một loài bọ cánh cứng trong họ Cerambycidae.